# Mohamed Darmoul
Mohamed Amine Darmoul (født 4. februar 1998) er en tunesisk håndboldspiller for GWD Minden og det tunesiske landshold.
Han repræsenterede Tunesien ved verdensmesterskabet i håndbold for mænd i 2021.